# Río Florido, Zacatecas
Río Florido är en ort i Mexiko.   Den ligger i kommunen Jerez och delstaten Zacatecas, i den centrala delen av landet, 500 km nordväst om huvudstaden Mexico City. Río Florido ligger 2 191 meter över havet och antalet invånare är 174.
Terrängen runt Río Florido är kuperad västerut, men österut är den platt. Runt Río Florido är det ganska glesbefolkat, med 31 invånare per kvadratkilometer. Närmaste större samhälle är Jerez de García Salinas, 11,7 km sydost om Río Florido. Trakten runt Río Florido består till största delen av jordbruksmark.